# Frontal d'altar de Sant Sadurní de Rotgers
El frontal d'altar de Sant Sadurní de Rotgers és una pintura al tremp sobre fusta d'alba anònima del primer quart del segle xiii. Mesura 89,6 cm d'alçada i 132,5 d'amplada. Provinent de l'església de Sant Sadurní de Rotgers, Borredà (Berguedà) es troba al Museu Episcopal de Vic
El frontal conté un episodi de la vida de Sant Sadurní de Tolosa d'interpretació poc clara i dos altres relatius al seu martiri

## Context

### Berguedà medieval
De manera semblant a les altres zones muntanyoses del Pirineu i Prepirineu la unitat geogràfica bàsica de la vida en aquelles contrades era la vall amb un habitament característicament dispers des de temps pre-íbers. Successivament aquesta població autòctona, amb alts i baixos demogràfics fou subordinada pels íbers, romans, visigots, sarraïns i francs. Aquests situaren els seus punts estratègics de control del territori: oppidum íbers, torres romanes, etc. en turons que després serien els punts de referències per als castells i esglésies medievals. Així mateix, un altre punt de referència per la construcció de les esglésies foren els eremitoris i els rocs santificats. Elements de pervivència pre-cristiana, van revaloritzar-se amb la nova doctrina religiosa i en aquests llocs que emanaven una sacralitat antiga van aixecar-se noves esglésies com, per donar només uns pocs exemples: Sant Salvador de la Vedella, Sant Joan de Montdarn, Sant Marc de Cal Bassacs o Sant Miquel de Sorba.
La estructura administrativa que caracteritzaria aquest territori durant l'època que ens ocupa fou importada pels francs. Aquests aconseguiren dominar aquest territori gràcies a la debilitat dels sarraïns deguda a les seves pugnes internes pel poder. Després de la fallida expedició de Carlemany a Saragossa molts pobles simplement es lliuraren voluntàriament al domini franc. Aquests, com dèiem, portaren al territori l'estructura administrativa franca: d'una banda la religiosa, que inclou la parroquialització del territori; i d'altra la laica amb senyors guerrers, repobladors i constructors subordinats els uns als altres en una prefiguració del sistema feudal. Tanmateix aquesta organització institucional, la més visible històricament, no esgotava la realitat en què pervivia una ordenació jurídica de clans, com consta en l'acta de consagració de Santa Maria de la Quar.
Serà en aquesta categoria on encabirem al gran repoblador del Berguedà i de tot el Nord de Catalunya: Guifré el Pilós, subordinat del reis francs: Lluís el Pietós i Carles el Calb. A mitjans del segle IX i coincidint segurament amb una saturació demogràfica dels territoris d'alta muntanya, molt més densament poblats que la plana baixa, fustigada per les incursions punitives sarraïnes; Guifré el Pilós senyor de gran part dels comtats catalans s'aventurà en una llarga expedició repobladora mitjançant l'aprisió de terres que després s'acostumaven a donar als monestirs. Es pot seguir aquests procés documentalment a través de les nombroses actes de consagració d'esglésies i monestirs. Mereix, tanmateix, un distingida menció l'esforç repoblador de les comunitats monacals benedictines, molt sovint a l'avantguarda de l'avenç.
La constància de contractes de compravenda de terrenys al segle X testimonia ja una certa estabilitat institucional i el final de l'aprisió de terrenys, es consolida la xarxa parroquial i els gran centres monàstics impulsen activament una política de cultural i constructiva de consolidació dels territoris sufraganis. Destaca sobretot l'obra del monestir de Ripoll en la construcció de les esglésies de Sorba, Gargallà, Fígols, Obiols i Borredà, abans quasi abandonats. Destaca en aquest procés de consolidació de la xarxa parroquial, a part del monestir de Ripoll, el bisbat de Urgell i en especial la figura del bisbe Nantigís, gran consagrador d'esglésies. Serà al llarg d'aquest segle quan es consolidarà també la concentració de propietats de les grans famílies comtals (C. R. 26- 40). 1

### Palatium Rodegarii
El primer esment d'aquest nom apareix en un plet datat el 886 entre Guifré el Pilós i el bisbe Selva per la titularitat de l'església i el lloc, declarant que els l'havia deixat en herència un sarraí llibert que havia adquirit l'església i posat en conreu la terra trenta anys abans. Guifré donà aquest lloc i l'església com a part del dot del seu fill, Radulf, al monestir Santa Maria de Ripoll. Tot i haver sortit del monacat per ser bisbe d'Urgell, recuperant el seu dot, aquest va tornar sota la titularitat del monestir amb la seva mort i enterrament al dit monestir.
En els preceptes dels reis francs: Lluís d'Ultramar (939), Lotari (982) i en la butlla del papa Agapit (951) es confirmen les possessions de Santa Maria de Ripoll entre les quals es trobava també Santa Maria de Borredà i La Pera; considerant-se tradicionalment que la referència al lloc i a l'església que ens ocupa és Palatio Rodgario:...et in pago Berchistano, in loco Brositano, alodem, sicut in illorum iudicio resonat, et parrochia Sanctae Mariae cum ecclesiis sibi subditis, id est, in palatio Rodgario, et ipsa Pera, concedimus absque tributo...». Santa Maria de Ripoll exercí un domini omnímode del pagus, que incloïa els drets de visita, col·lació i provisió.
Durant les obres de neteja i restauració de l'església en els anys setanta un grup de voluntaris de Borredà descobriren a cent metres de la capella un conjunt de restes arqueològiques aparentment medievals. La identificació amb el citat palatio Rodgario fou immediata, és a dir que s'ha considerat com el petit palau d'un senyor anomenat Rodgario. Tanmateix els últims estudis arqueològics han identificat l'estructura com una petita explotació agrària tradicional que fou abandonada al segle xiv, probablement arran de la Pesta Negra. La raó per la qual fou anomenada palatio Rodgario segons la tesi de Ramon Martí que recull Vila Carabasa en el seu estudi arqueològic per la Diputació de Barcelona de 1999, és que els palatia s'haurien d'entendre com a equivalents llatins dels balâts islàmics, unitats “...bàsiques per la defensa de l'estat emiral sobretot pel que fa a la defensa de la línia de frontera entre el món musulmà i el cristià, especialment durant la segona meitat del segle viii....”. Així el manteniment del topònim palatio tindria ja un caràcter residual als segles x i xi, sent-ne prova d'això que l'última vegada que apareix mencionat com a palatio és en 1078 i en 1089 apareix en un document de Sant Pere de la Portella, ja de la següent manera: “villa quam dicunt Rodgers”. El terme villa porta llum sobre l'autèntic caràcter que hauria tingut aquest assentament.

### L'església
L'església és un petit edifici d'una nau coberta amb una volta lleument apuntada que s'entrega a un absis semicircular mitjançant una peculiar degeneració en dos trams. Això és degut a dos fases constructives diferents: primera meitat del segle xi i una posterior ampliació ja entre finals del segle xii i el segle xii, en què s'hauria ampliat la nau, ja apuntada, i s'hagués construït el campanar. La presència d'una arrencada de volta al cantó esquerre permet inferir que la zona presbiteral hauria estat coberta amb volta de canó i retallada al construir-se la nova nau (C. R. 136).
La diferència cronològica entre les diferents part es fa ben evident, entre altres coses, mitjançant els diferents aparells: carreus petits i irregulars en la construcció inicial; mentre que en el segon projecte els carreus són més regulars, com és el cas del campanar. L'absis està decorat amb bandes llombardes datades al projecte inicial i sota les finestres per la part interior s'ha descobert sota l'arrebossat també aparell en opus spicatum. (C. R. 134-136)

## Descripció
El frontal d'altar, a vegades anomenat també antipendi, era una taula de fusta coberta amb tela per adherir millor la pintura i sovint amb marcs escultòrics d'estuc i servia per decorar la cara de l'altar orientada a la nau i als fidels. El frontal d'altar que ens ocupa empra la tècnica de la pintura al tremp sobre fusta d'alba. Té unes dimensions de 89,6 × 132,5 × 3,5 cm; i seria redundent dir que prové de l'església de Sant Sadurní de Rotgers on realitzava la funció que abans comentàvem. Quant l'autoria i la seva datació, tot i que seguidament tractarem aquestes qüestions historiogràfiques de manera més extensa, ara s'avançaran les dades oficials ofertes pel seu custodiant, el Museu Episcopal de Vic: Tallers de Vic, quant l'autoria; i principis del segle xiii quant la datació. (MEV)
En el frontal es mostren episodis de la vida i martiri del Sant Evangelitzador Saturnino. El frontal està dividit en cinc escenes, quatre amb episodis de la vida del Sant disposades entorn d'una Maiestas Domini, amb els atributs típics: emmarcada dins una mandorla, en actitud de beneir i amb el llibre de la vida a l'altra mà, els peus descalços, túnica llarga, i un nimbe simple. Al seu entorn es veu a dos dels vivents, Joan l'àguila i Mateu l'home, deduint-se els altres dos en la malmesa part inferior. De les quatre escenes de la vida del Sant una, la del costat inferior dret, està completament malmesa, no restant-ne res de la capa pictòrica. En canvi les altres tres estan força ben conservades i representen els següents episodis: costat superior dret: un miracle del Sant, vestit de bisbe, que salva un grup de persones d'ofegar-se o bé una al·lusió a la seva labor evangelitzadora; costat super esquerre: el Sant, també representat com a bisbe, negant-se a postrar-se davant l'ídol a petició del rei, prefecte o emperador, segons la versió que es tingui en compte; costat inferior esquerre: el martiri del Sant, representat ja amb un nimbe, a les escales de capitolí, de les quals només s'intueix la silueta, essent lligat pels peus a un brau que està sent fuetejat. Les bandes que separen els registres estan realçades amb un estuc en relleu que imita una plàstica pròpia de l'art orfebrera. I el guardapols que emmarca el frontal presenta una decoració vegetal geometritzada amb unes cavitats regularment disposades que addueixen als altar de Narbona i imiten caboixons de vidre.
S'empren colors vius contrastats sobre un fons monocrom carmí fosc. Les túniques empren blaus o vermells més clars i brillants i empra línies negres per delimitar els contorn, dibuixar els plecs de les vestimentes, etc. tècnica que tindria solució de continuïtat en la primera pintura gòtica, també anomenada gòtic lineal. Les figures estan disposades amb habilitat i plàstica, defugint una concepció rígida de la composició. Apareix també una primerenca suggestió espacial mitjançant la disposició de les figures en l'espai pictòric. (C.R 137-141)

## Història
No hi ha constància documental sobre l'encàrrec i el recorregut de l'obra des de la seva confecció fins al segle xix, per tant res no se'n pot dir. La primera constància que en tenim és de la seva exhibició a l'Exposició Universal de Barcelona de 1888. Després sabem que l'any 1893 la custodiava el Museu Episcopal de Vic, perquè apareix en el catàleg de Morgades. No sabem, emperò, la data d'ingrés en el Museu Episcopal de Vic, ni tampoc si seria abans o després de l'Exposició Universal. (C. R. 137)
La peça ha arribat als nostres temps molt malmesa. Moltes tires de pergamí que abans dèiem que s'apliquen sobre la fusta per adherir la pintura i protegir la fusta sota l'enguixat, havien desaparegut enduent-se la pintura. Aquesta és la raó per la qual falta una escena sencera. La manca d'algunes d'aquestes tires provocà que també caigués la pintura en moltes juntures i juntament amb refrecs que segurament patí, ens arribà en un estat deplorable. Gràcies a una restauració de l'any 1984 s'han reparat fins on era possible sense repristinar (C.R. 140). En els annexos es podrà contemplar l'aspecte del frontal prior a la restauració. Després de la restauració de l'església conclosa el 2004 es va col·locar al presbiteri un moble nou, a manera d'altar, amb una reproducció del frontal, on l'escena mancant s'ha completat imaginativament.

### Influències
L'afiliació estilística de l'obra és l'anomenat estil 1200, un estil italo-bizantinitzant viscut com una mena de revival antiquissant que es constituí com a moment artístic de transició entre el llenguatge romànic i el gòtic. Tingué diverses vies de difusió entre les quals destaca sobretot la miniatura anglesa, avantguarda de les arts figuratives des de la primera meitat del segle xii. L'art anglès hauria entrat en contacte amb les formes bizantinitzants per diverses vies, directes i indirectes, entre les quals destaquen d'una banda la importació directa d'objectes orientals portats pels croats, d'una banda; i la presència anglo-normanda com a dinastia regnant a Sicília. El resseguiment dels nombrosos vincles que constituïren a la llarga, a força de major difusió i expansió dels estilemes característics d'aquest art, anomenat en funció de la determinació cronològica del 1200, no és objectiu nostre. Dir tanmateix que els vincles amb Catalunya es materialitzaren mitjançant obres com el saltiri anglo-català de París, il·luminat a Canterbury i arribat a Catalunya posteriorment en data incerta. Una altra fita importantíssima és l'ambiciós projecte de pintura mural de Sixena, que s'hauria desenvolupat paral·lelament al del mestre del antipendi d'Avià i de Rotgers.

### Iconografia
Sant Sadurní fou el primer bisbe de Tolosa, un important evangelitzador de l'Aquitània i del Nord d'Hispània, els actuals territoris de Catalunya, Aragó i Navarra. Segons Les Actes de Surio fou empresonat degut a la seva labor evangelitzadora pel prefecte de Tolosa, Rufino, però un àngel el va alliberar i se n'anà a Pompaelo, l'actual Pamplona, on amb l'acord del senador Firmino batejà a moltes ànimes, entre les quals la de Fermín, posterior bisbe d'Amien i Sant Patró de la ciutat juntament amb Saturnino. El fragment referent a ell de Les vides de Sants Rosselloneses3 s'hi refereix de la següent manera:
“Sadorní fo aordonat en bispe e fon tramès en la ciutat de Tholosa. Thotes les ydoles, quant él intrà en la ciutat, perderen lur poder que no pogren parlar. Per què un dels gentils dix que si no aucisien Sent Sadorní no obtenrien res que volguessen dels lurs déus. Per què éls preyren Sent Sadorní, e ligueren-lo en un taur, e l·li feren rossegar: tant que perdé lo cap. E preyren lo seu cors per dues femnes amaguadament e l'amagueren en un loc pregon, per paor dels gentils, e aprés él fo mudat en un loc plus honrat"
El culte a la seva figura començà amb la iniciativa de tres bisbes dels segles IV i V de Tolosa: Hilari, Silví i Exuperí. Entre Silví i Exuperí s'aixecà una nova basílica advocada al Sant, en la ciutat llenguadociana i es redactà el text hagiogràfic de la Passio Antiqua, tothora que es portaren les seves relíquies a la nova basílica impulsant-se la seva adoració. En els segles vi i vii la devoció al Sant arriba al seu apogeu, restant notícies de pelegrinatges d'arreu a les seves relíquies de Tolosa. En la península és molt nombrosa la informació que ens permet resseguir la seva devoció, concretada en dues dates: el 29 de Novembre la celebració del martiri, dies natalis; i l'1 de Novembre la celebració de la translació de les relíquies a la nova església, festivitat que entre els segles VIII a XI s'ha anat substituint per la de Tots Sants. Prova de la percepció d'aquest Sant com a evangelitzador n'és la següent cita de l'abat Oliba en la consagració del temple de Santa Maria de Ripoll (1032), de qui es creu que en els seus viatges a Roma també hauria aconseguit relíquies per a les seves esglésies: “qui primus, post apostolos nostrarum partium ignorantiae tenebras evangelica praedicatione detersit".
Pel que fa a la iconografia de les seves representacions, Sant Sadurní sempre apareix amb la indumentària de bisbe, per haver sigut el primer de la comunitat cristiana de Tolosa i s'opta quasi sempre per la representació del seu martiri. Són nombrosíssims els exemples d'aquesta representació, val a dir, del seu martiri, però no succeïx el mateix amb les representacions d'episodis de la seva vida. D'aquí es deriva la importància historiogràfica del frontal de Rotgers, doncs, aquest hauria tingut com a mínim una escena de la vida del Sant. Altres exemples de representacions de la vida i obra del Sant serien el timpà de la portada Oest de l'església de Sant Sadurní a Artajona (Navarra) i els relleus de la portada occidental, avui desmantellada, de l'església de Sant Sernin de Tolosa.
Abans hem mencionat que la devoció a aquest Sant l'haurien impulsat els bisbes Hilari, Silví i Exuperi, entre d'altres mitjançant la redacció del seu text hagiogràfic, la Passio Antiqua. Emperò, per la lectura de la iconografia d'aquest frontal no ens servirà aquest text, doncs, com veurem reprodueix una lleugera variació de la història la Passio Antiqua, segons la qual el seu martiri hauria estat provocat per la fúria d'un tumult popular, versió representada en un sarcòfag de Sant Hilari d'Aude. La font hagiogràfica a la qual ens haurem de remetre és un altre relat redactat al segle ix, anomenat Passio Interpolada. Aquest text suma al tradicional la història d'un jove anomenat Potitus, martiritzat a Sardenya entorn dels anys 160, confonent ambdues històries en un únic relat dedicat a Saturnino i pel que fa al nostre retaule constitueix la font segons la qual fou per ordre directa de l'emperador que es decidí el seu martiri (escena superior esquerra).
Pel que fa al nostre retaule, havent descobert la font textual en què s'inspira el frontal, donarem a títol merament expositiu una hipòtesi que ens sembla justificada i plausible, aventurada per Marta Bertran i que d'ésser certa destacaria encara més l'excepcionalitat de la peça. Doncs segons l'ordre de lectura és possible que hagués un altre episodi de la vida del Sant, essencial en la font hagiogràfica de la representació – la Passio Interpolada. Es tractaria de l'episodi previ i causant de la reprovació de l'autoritat, sigui l'emperador Deci o el prefecte Rufino. La raó per la qual, segons aquesta versió, Saturnino entraria en contacte amb l'emperador seria perquè l'emperador havia demanat la seva intercessió per exorcitzar, o segons la Passio Rimada curar de lepra, la seva filla. Aquest accedí a canvi de la promesa que l'emperador (o prefecte) es convertissin després al cristianisme. Aquest, en una primera instància, accedí a la demanda, però quan l'afer quedà conclòs per part del Sant i la filla conseqüentment curada, l'emperador fallí la seva promesa i obligà al Sant a postrar-se davant d'un ídol (escena superior esquerra). Com a conseqüència de la seva negativa a tal demanda, és condemnat a una mort pública a les escales del capitolí. (escena inferior esquerra). Sobre el seu suplici també hi ha variants iconogràfics en el detalls: la representació de les escales del capitolí, la part de l'animal per on es subjecta la corda: el coll és la més habitual com és el nostre cas, però també s'ha representat lligat per les potes (Sant Hilari d'Aude) i les banyes en un capitell de la galeria Est del claustre de Moissac. Doncs, com dèiem, si la Passio Interpolada és la font hagiogràfica en què s'inspira, com les evidències semblen indicar, no seria en absolut estrany que en l'escena mancant s'hagi representat l'episodi de la curació de la filla de l'emperador com al timpà d'Artajona, de datació propera, ja que l'episodi donaria continuïtat i coherència al relat del frontal.
L'episodi que constitueix l'excepcionalitat de la peça i que encara no hem tractat, el superior dret, també ha sembrat molta controvèrsia per la seva significació i origen iconogràfic. La hipòtesi més repetida sobre la seva significació, reproduïda tant en l'entrada corresponent de Catalunya Romànica com en la pàgina de la xarxa del Museu Episcopal de Vic, és que es representaria al Sant salvant d'ofegar-se a uns nàufrags. Tanmateix no existeix cap text que recolzi aquesta hipòtesi, tan generalitzada, ni tampoc existeix cap altre exemple iconogràfic semblant. L'única explicació que justifiqui la presència de l'aigua a partir de la lectura dels relats hagiogràfics seria en referència a la seva labor evangelitzadora, idea corroborada per la plena consciència que havia de la qüestió segons s'ha mostrat abans mitjançant la cita de l'abat Oliba. De fet en la Gesta Sancti Saturnini, text que juntament amb la Passio Rimada narren la seva labor evangèlica i conversions a Navarra, es fa una no menyspreable al·lusió al bateig mitjançant la triple immersió.

### Iconologia
En aquest apartat explicitarem a manera de conclusió unes idees que el lector segurament jutjarà òbvies, tanmateix les recolzarem amb un aparell quantitatiu que mostrarà l'autèntica dimensió del fenomen històric-social en què hem de situar en primer lloc la mateixa devoció a Sant Sadurní i en segon lloc justificarem aquesta relació amb la font hagiogràfica que segons la hipòtesi proposta en el capítol anterior hauria inspirat la iconografia del frontal en qüestió.
Doncs, com ja s'ha explicat a raó d'introduir els aspectes fonamentals de la iconografia del frontal, Sant Sadurní fou el Sant evangelitzador d'Aquitània i de gran part del Nord de la península íberica, sobretot Catalunya, Aragó i Navarra. La seva devoció ha estat impulsada per diversos bisbes tolosans i d'altres llocs també, resultant en una proliferació del seu culte i de relíquies seves entre els segles VI i IX. Entorn d'aquesta exaltació de la seva devoció han estat molt nombroses les advocacions d'esglésies en honor seu, o el patronatge de pobles i ciutats. De fet només a Catalunya hi han unes 120 esglésies advocades al Sant i unes seixanta a la resta d'Espanya, la majoria d'elles concentrades a Aragó i Navarra. Així els relats hagiogràfics, Gesta Sancti Saturnini i Passio Interpolada; que haurien inspirat la iconografia fan repetida al·lusió a batejos massius, de fins a quaranta mil ànimes. Als annexos trobaran un mapa de les esglésies advocades a Sant Sadurní a Espanya.